# Valernes
Valernes ist eine französische Gemeinde mit 242 Einwohnern (Stand 1. Januar 2022) im Département Alpes-de-Haute-Provence in der Region Provence-Alpes-Côte d’Azur. Sie gehört zum Kanton Seyne im Arrondissement Forcalquier. Die Bewohner nennen sich die Valernes und Valernois.

## Geografie
Der Dorfkern befindet sich auf 600 m. Im Westen bildet die Durance die Gemeindegrenze. Ihr Nebenfluss Sasse durchquert die Gemeindegemarkung. Die angrenzenden Gemeinden sind Nibles und Châteaufort im Nordosten, Saint-Geniez und Entrepierres im Südosten, Sisteron im Südwesten, Le Poët im Westen und Vaumeilh im Nordwesten.

## Bevölkerungsentwicklung
| Jahr      | 1962 | 1968 | 1975 | 1982 | 1990 | 1999 | 2008 | 2012 |
| --------- | ---- | ---- | ---- | ---- | ---- | ---- | ---- | ---- |
| Einwohner | 191  | 174  | 142  | 178  | 222  | 231  | 241  | 250  |

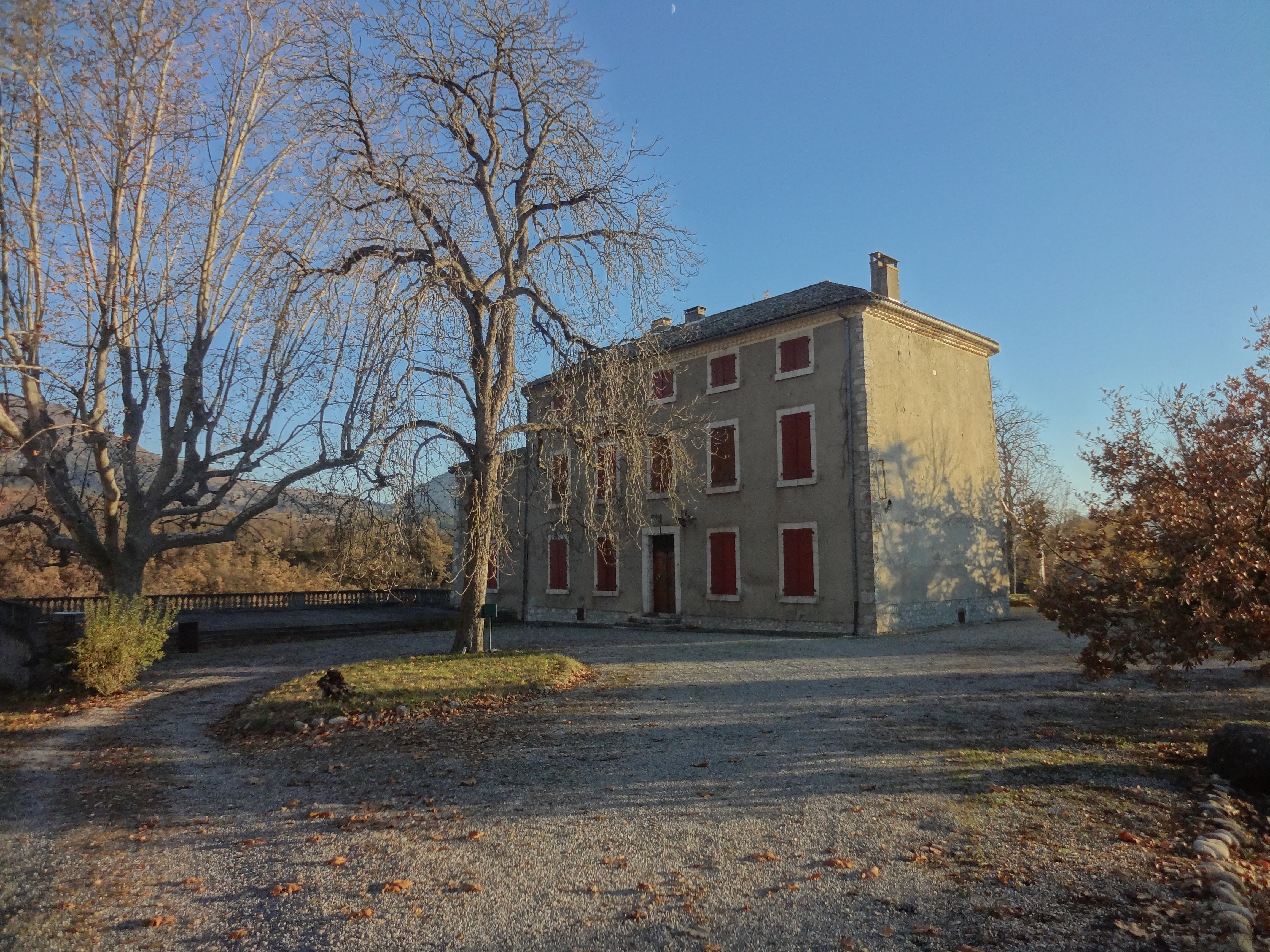
Schloss Saint-Didier
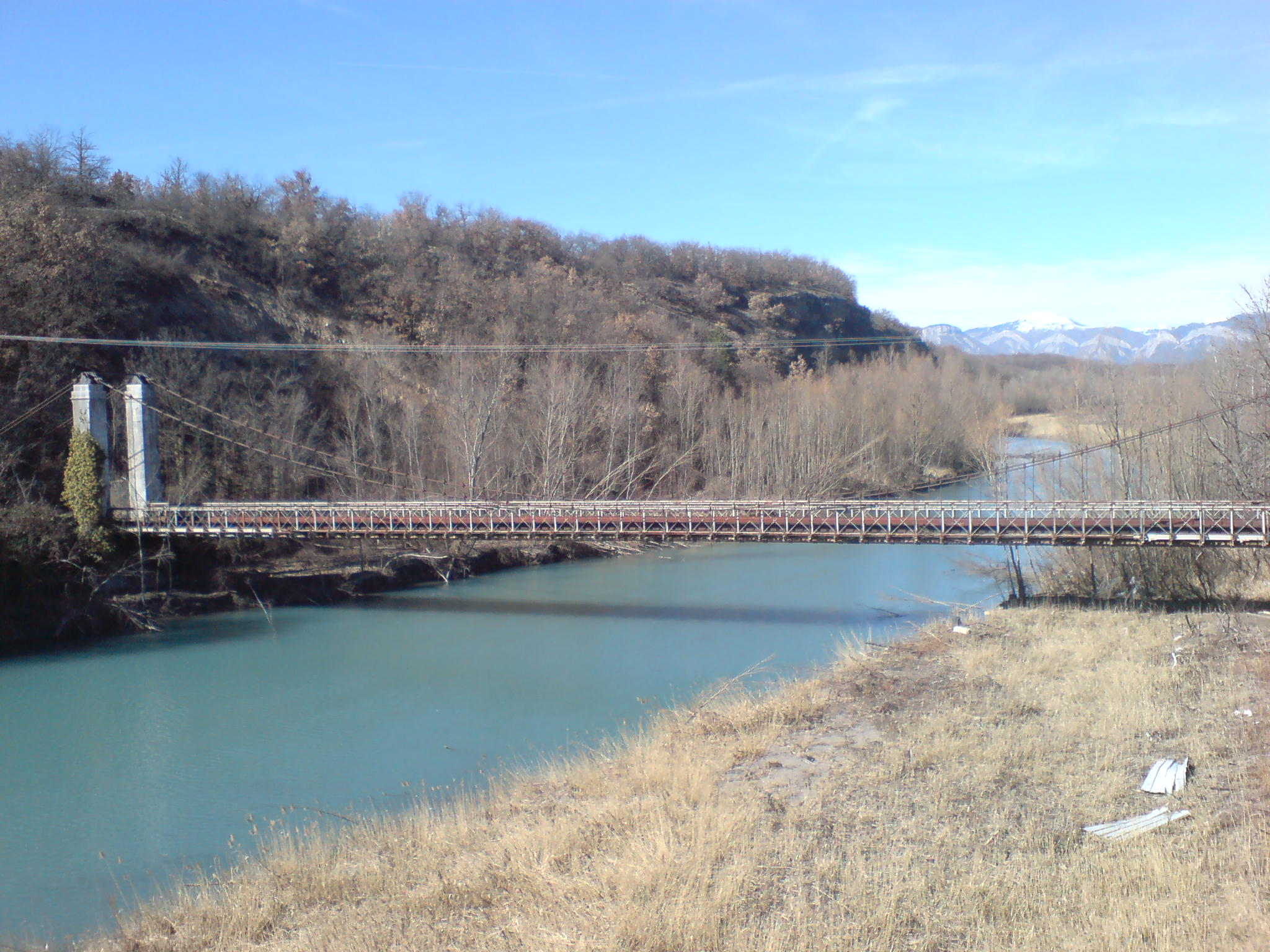
Brücke „Fombeton“ über die Durance
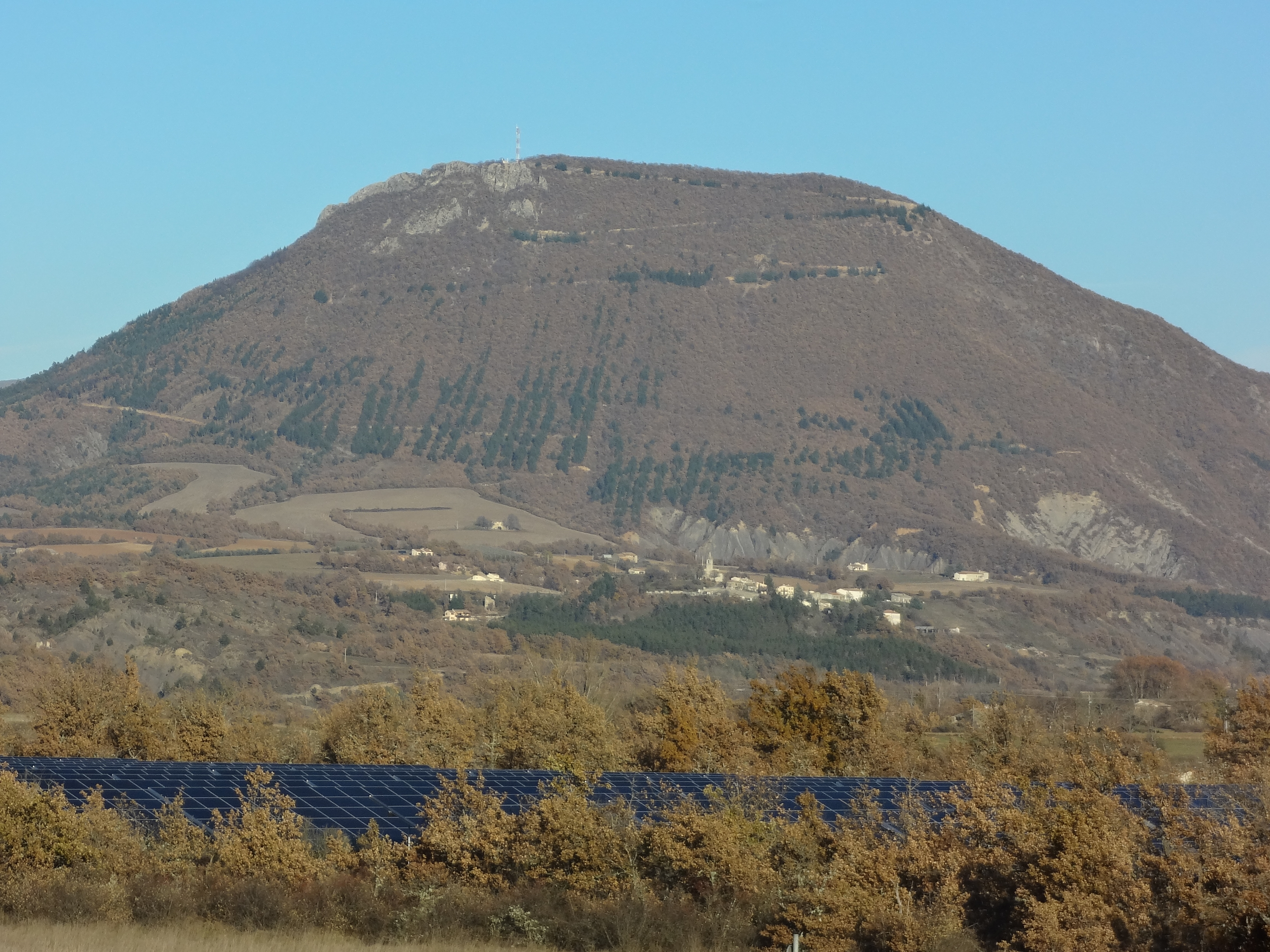
1189 m hoher Berg Rochers de Hongrie